# المزار الجنوبي
المزار الجنوبي (المزار) مدينة تقع ضمن لواء المزار الجنوبي في محافظة الكرك في الأردن وهي مركز اللواء، تبعد 13 كم جنوب مدينة الكرك و140 كم جنوب العاصمة الأردنية عمان. 

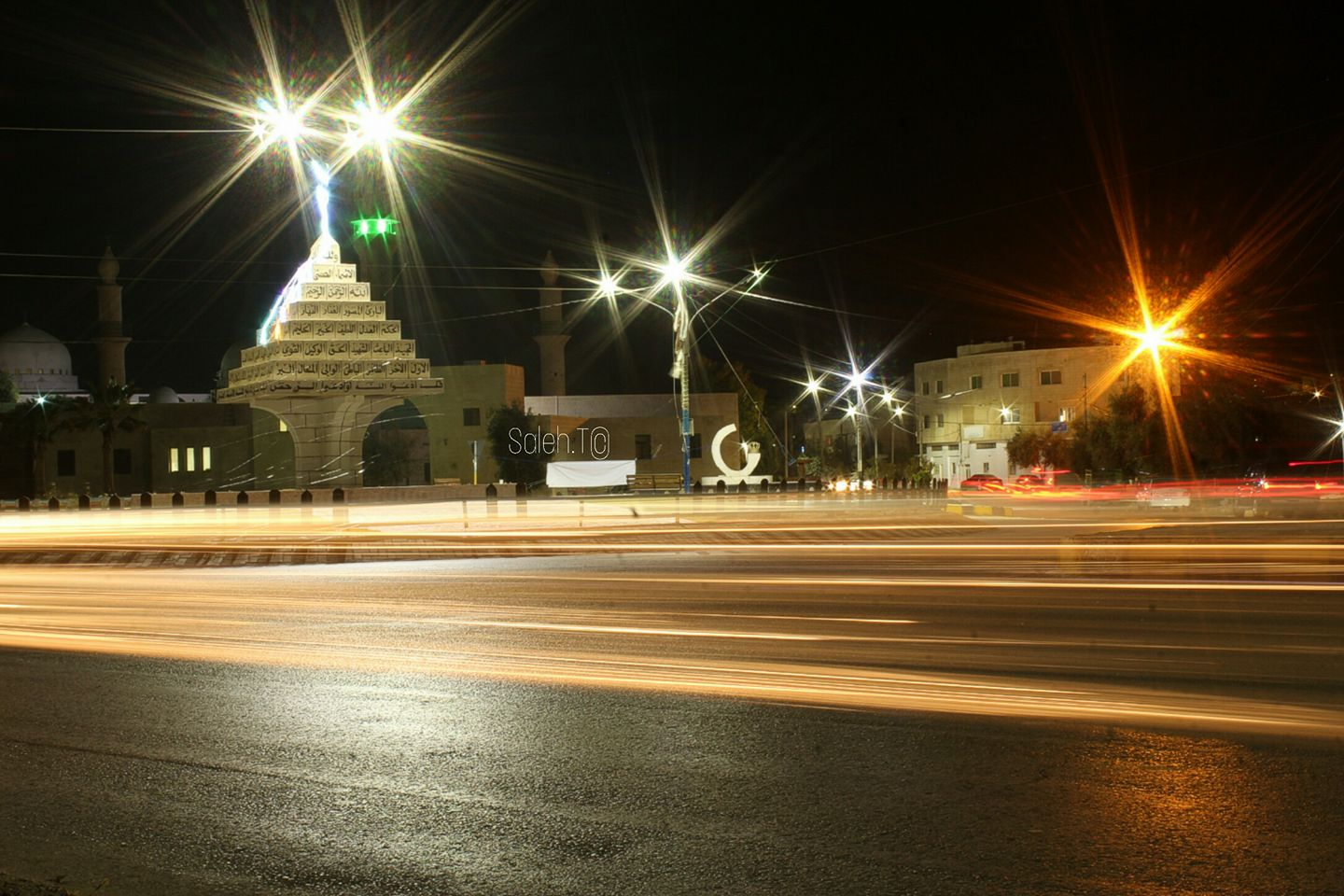
المزار الجنوبي، الكرك - الاردن

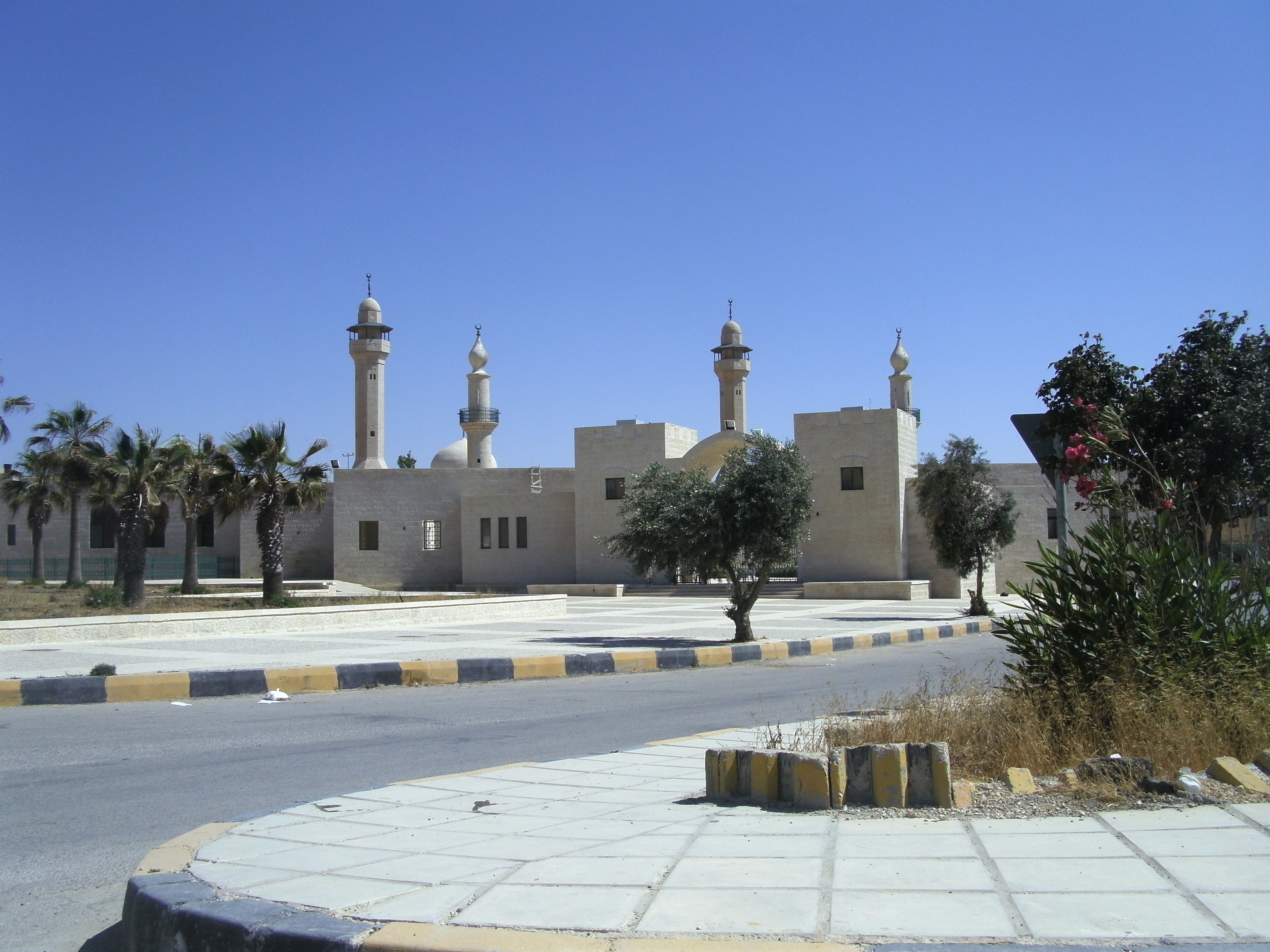
المقامات

تقع المدينة على ارتفاع 1260 م عن سطح البحر في جبال مؤاب وتتمتع بمناخ بارد شتاءً معتدل صيفا . تحتوي على أضرحة الصحابة الذين استشهدوا في معركة مؤتة التي جرت أحداثها في جمادى الأول من العام الثامن للهجرة (الموافق أغسطس عام 629 م)، وهم جعفر بن أبي طالب وزيد بن حارثة وعبد الله بن رواحة.
يوجد في المدينة أقدم متحف إسلامي (متحف المزار الإسلامي) في الأردن متخصص بالآثار الإسلامية. 

## السكان
بلغ عدد السكان قضاء المزار عام 2009 حوالي 54,250 نسمة، يعيش منهم حوالي 31,000 في مدينة المزار والباقين في مدينة مؤتة المجاورة.
منذ عام 1999م بدأ مشروع تطوير الأضرحة في المزار الجنوبي، حيث تملكت الحكومة الأردنية الأراضي الواقعة حول الأضرحة وبدأ العمل فيها.